# Internationale Cricket-Saison 1998/99
Die internationale Cricket-Saison 1998/99 fand zwischen Oktober 1998 und April 1999 statt. Als Wintersaison wurden vorwiegend Heimspiele der Mannschaften aus Südasien, der Karibik und Ozeanien ausgetragen.

## Überblick

### Internationale Touren
| Beginn             | Heimteam    | Auswärtsteam | Resultate | Resultate | Artikel |
| Beginn             | Heimteam    | Auswärtsteam | Test      | ODI       | Artikel |
| ------------------ | ----------- | ------------ | --------- | --------- | ------- |
| 26. September 1998 | Simbabwe    | Indien       | 1–0 [1]   | 1–2 [3]   | Artikel |
| 1. Oktober 1998    | Pakistan    | Australien   | 0–1 [3]   | 0–3 [3]   | Artikel |
| 20. November 1998  | Australien  | England      | 3–1 [5]   |           | Artikel |
| 20. November 1998  | Pakistan    | Simbabwe     | 0–1 [3]   | 2–1 [3]   | Artikel |
| 26. November 1998  | Südafrika   | West Indies  | 5–0 [5]   | 6–1 [7]   | Artikel |
| 18. Dezember 1998  | Neuseeland  | Indien       | 1–0 [2]   | 2–2 [5]   | Artikel |
| 28. Januar 1999    | Indien      | Pakistan     | 1–1 [2]   |           | Artikel |
| 14. Februar 1999   | Neuseeland  | Südafrika    |           | 2–3 [6]   | Artikel |
| 5. März 1999       | West Indies | Australien   | 2–2 [4]   | 3–3 [7]   | Artikel |
| 16. März 1999      | Bangladesch | Pakistan     |           | 0–1 [1]   | Artikel |

### Internationale Turniere
| Beginn           | Turnier                                        | Land                                     |
| ---------------- | ---------------------------------------------- | ---------------------------------------- |
| 24. Oktober 1998 | ICC KnockOut 1998                              | Bangladesch                              |
| 6. November 1998 | Coca-Cola Champions Trophy 1998/99             | Vereinigte Arabische Emirate             |
| 10. Januar 1999  | Carlton & United Series 1998/99                | Australien                               |
| 16. Februar 1999 | Asian Test Championship 1998/99                | Bangladesch, Indien, Pakistan, Sri Lanka |
| 19. März 1999    | Meril International Cricket Tournament 1998/99 | Bangladesch                              |
| 19. März 1999    | Pepsi Cup 1998/99                              | Indien                                   |
| 7. April 1999    | Coca-Cola Cup 1998/99                          | Vereinigte Arabische Emirate             |

### Internationale Touren (Frauen)
| Beginn           | Heimteam   | Auswärtsteam | Resultate | Artikel |
| Beginn           | Heimteam   | Auswärtsteam | WODI      | Artikel |
| ---------------- | ---------- | ------------ | --------- | ------- |
| 5. Februar 1998  | Australien | Südafrika    | 2–0 [3]   | Artikel |
| 12. Februar 1998 | Neuseeland | Südafrika    | 3–0 [3]   | Artikel |
| 20. Februar 1998 | Neuseeland | Australien   | 2–1 [3]   | Artikel |
| 21. März 1998    | Sri Lanka  | Niederlande  | 5–0 [5]   | Artikel |

## Nationale Meisterschaften
Aufgeführt sind die nationalen Meisterschaften der Full Member des ICC.
| Land                        | First-Class                         | List A                                   |
| --------------------------- | ----------------------------------- | ---------------------------------------- |
| Australien                  | Sheffield Shield 1998/99            | Mercantile Mutual Cup 1998/99            |
| Indien                      | Ranji Trophy 1998/99                | Ranji Trophy One Day 1998/99             |
| Duleep Trophy 1998/99       | Deodhar Trophy 1998/99              |                                          |
| Irani Cup 1998/99           | NKP Salve Challenger Trophy 1998/99 |                                          |
|                             | Wills Trophy 1998/99                |                                          |
| Neuseeland                  | Shell Trophy 1998/99                | Shell Cup 1998/99                        |
| Shell Conference 1998/99    |                                     |                                          |
| Pakistan                    | Quaid-e-Azam Trophy 1998/99         | Tissot Cup 1998/99                       |
| PCB Patron’s Trophy 1998/99 |                                     |                                          |
| Simbabwe                    | Logan Cup 1998/1999                 | Logan Cup One Day 1998/99                |
| Sri Lanka                   | Premier Championship 1998/99        | Premier Limited Overs Tournament 1998/99 |
| Südafrika                   | SuperSport Series 1998/99           | Standard Bank League 1998/99             |
| UCB Bowl 1998/99            | Standard Bank Cup 1998/99           |                                          |
| West Indies                 | Busta Cup 1998/99                   | Red Stripe Bowl 1998/99                  |